# Гай (ім'я)
Гай (англ. Guy) — ім’я чоловічого роду. У середньовічній Франції та Англії була поширеною його форма Гвідо, яка  була досить популярною в XX столітті в цих країнах та США.

## Відомі представники

### Історичні особи
- Гай Коринтянин — один з апостолів від сімдесяти апостолів Христових.
- Святий Гай (283—296) — двадцять восьмий Папа Римський.
- Гай Фокс (1570—1606) — англійський шляхтич-католик, найвідоміший учасник «Порохової змови» проти англійського та шотландського короля Якова I у 1605 року.

### XX століття та сучасність
- Гай Гамільтон (1922—2016) — британський кінорежисер, постановник 22 кінофільмів, найвідоміші серед яких чотири стрічки серії про Джеймса Бонда.
- Гай Скотт (1944) — замбійський політик.
- Гай Спенсер Гарднер (1948) — астронавт США, полковник ВПС США.
- Гай Кавасакі (1954) — один із перших працівників компанії Apple Computer, відповідальний за маркетинг комп'ютера Macintosh в 1984.
- Гай Пірс (1967) — австралійський теле- і кіноактор.
- Гай Річі (1968) — англійський кінорежисер і сценарист.
- Гай Лузон (1975) — ізраїльський футболіст, футбольний тренер.
- Гай Себастіан (1981) — австралійський співак.
- Гай Ассулін (1991) — ізраїльський футболіст, півзахисник іспанського клубу «Мальорка».

## Інше
- Гай Монтег — головний герой антиутопічного роману Рея Бредбері «451 градус за Фаренгейтом».